# گورنده
گورنده (به لاتین: Gorędy) یک روستا در لهستان است که در گمینا نارو واقع شده‌است. گورنده ۵۰ نفر جمعیت دارد.